# Auvatshokka
Auvatshokka är en kulle i Finland. Den ligger i Utsjoki kommun i landskapet Lappland, i den norra delen av landet, 1 100 km norr om huvudstaden Helsingfors. Toppen på Auvatshokka är 302 meter över havet.
Terrängen runt Auvatshokka är platt åt sydväst, men åt nordost är den kuperad.  Trakten runt Auvatshokka är nära nog obefolkad, med mindre än två invånare per kvadratkilometer. Det finns inga samhällen i närheten. Omgivningarna runt Auvatshokka är i huvudsak ett öppet busklandskap.